# Монтаназо Ломбардо
Монтаназо Ломбардо (итал. Montanaso Lombardo) је насеље у Италији у округу Лоди, региону Ломбардија.
Према процени из 2011. у насељу је живело 1810 становника. Насеље се налази на надморској висини од 84 м.

## Становништво
Према резултатима пописа становништва 2011. у општини је живело 2.231 становника.
| 1936. | 1951. | 1961. | 1971. | 1981. | 1991. | 2001. | 2011. |
| ----- | ----- | ----- | ----- | ----- | ----- | ----- | ----- |
| 980   | 1.053 | 919   | 800   | 1.461 | 1.569 | 1.524 | 2.231 |